# ザンジバル島のストーン・タウン
ザンジバル島のストーン・タウン（ザンジバルとうのストーンタウン）は、タンザニアの東、インド洋に位置するザンジバルの街並みが登録された世界遺産物件。

## 概要

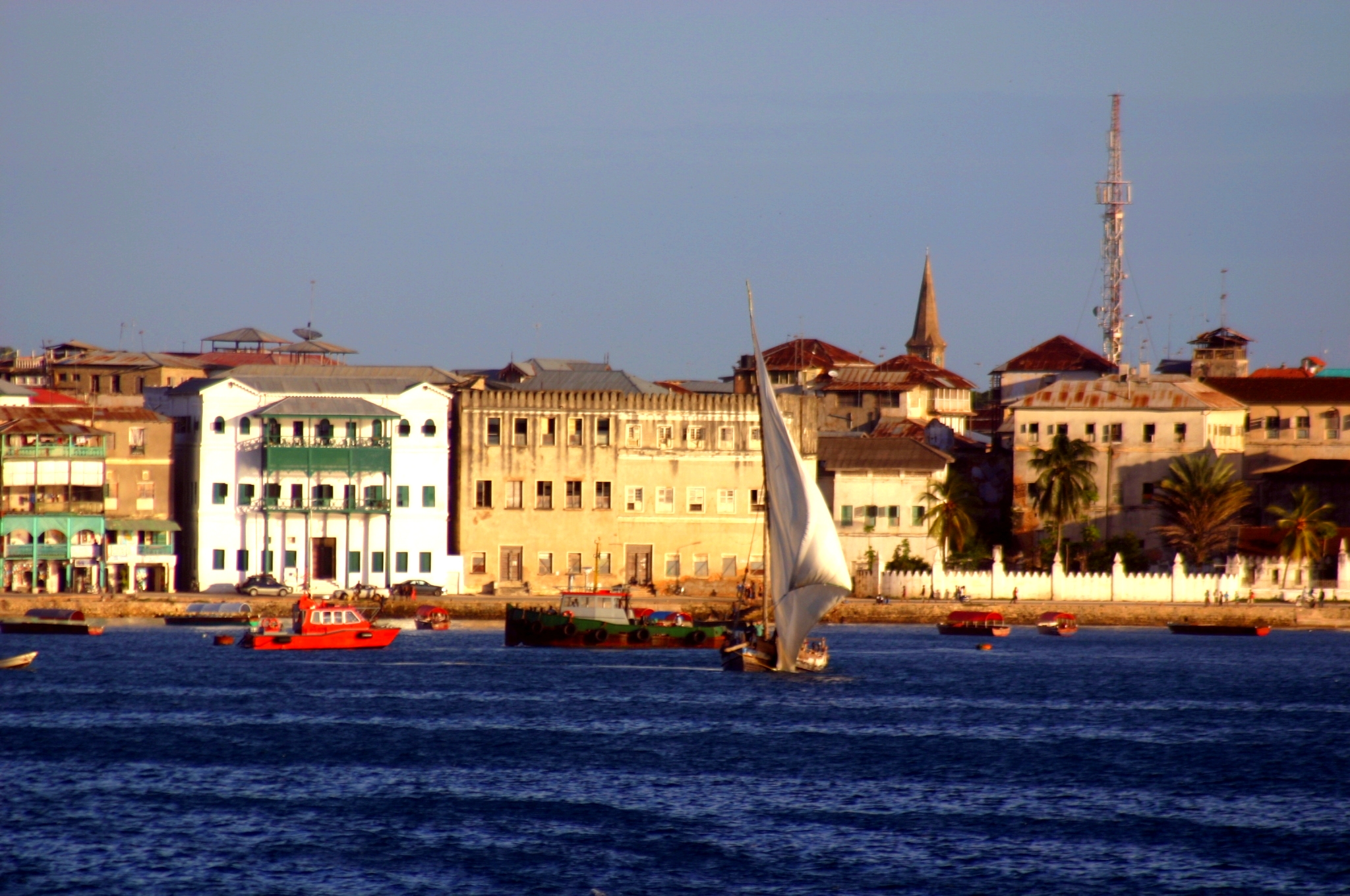
ザンジバルのストーン・タウンの町並み

ザンジバルはアフリカ大陸タンザニアの東に浮かぶ群島である。10世紀ごろからアラブ商人が定住し、大航海時代にはポルトガルが占領した。後にオマーン、さらにイギリスへと支配者が代わっていく。アフリカからの奴隷・象牙・金などの輸出、東西交易の中継、クローブ栽培などで栄えた。
主島であるウングジャ島（ザンジバル島）には首都(ザンジバル革命政府を参照)のザンジバルシティがあり、ストーン・タウンはその旧市街地である。支配層であるヨーロッパとアラブ双方から文化の影響を受け、3階建て以上の石造建築物が連なる街並みは、東アフリカ地域において特異な歴史的景観をなしている。

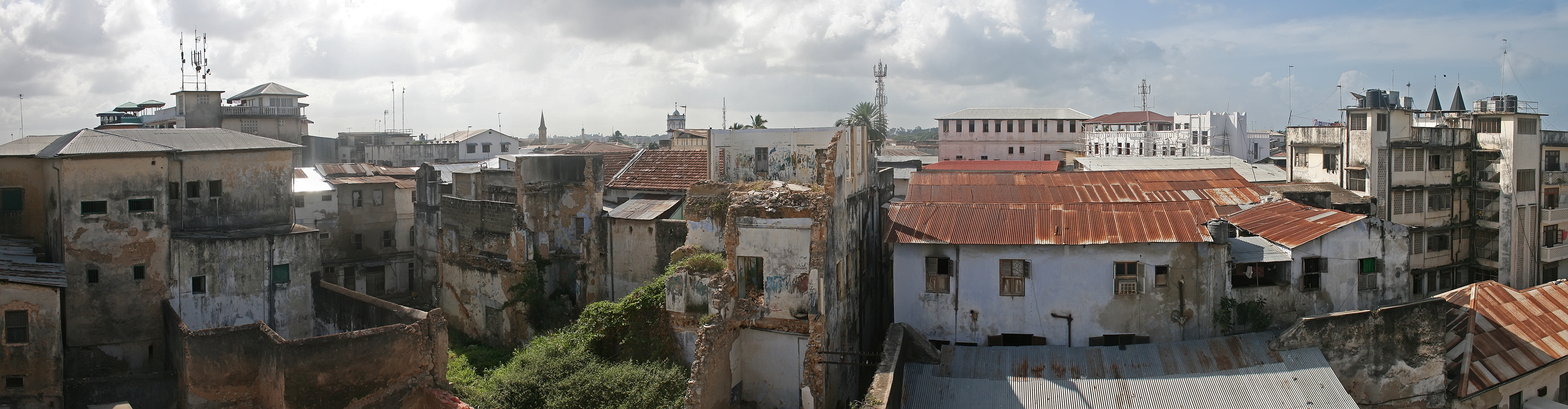
市内のパノラマ

ストーン タウン中心部は、住宅、店舗、バザール、モスクが迷路のような狭い路地に面して並ぶ。どの通りも車が通れないほど細く、行き交う自転車とバイクで常に混雑する。広い道路が整って規模の大きな建物は海岸部に規則的に配置された。
この街は特徴的な建築物が多く、アラブ、ペルシャ、インド、ヨーロッパ、アフリカの伝統が混ざり合う。街の命名の由来は広く使った主要な建材のサンゴで、その赤みがかった温かみのある色が特徴を与えている。伝統的な建築物は外壁に沿って石の長いベンチ「バラザ」が設けられ、通常は座って休憩したり社交の場に使われ、いったん大雨で通りを歩けなくなったときは歩道になる。ほとんどの建物には木彫りの手すり子を回した、木製の広い張り出し（ベランダ）という特徴がもう1点ある。
ザンジバル島の家屋に見るいちばん顕著な特徴は、細かな装飾を施した木製のドアである。主な様式にインド式（上部が丸い）とオマーン・アラブ式（同・長方形）の2タイプあり、彫刻や浅浮き彫り（レリーフ）、時には大きな真鍮の鋲を打ち付けた例が伝わる（インド伝統様式）。彫刻はイスラーム文化の色が濃いデザインはクルアーンの一節を表す飾り文字など、またインドの文化で繁栄を象徴する蓮の花（パドマなど）もよく見かける。
市内に点在する歴史的建造物のうち、海岸沿いに立つ数件はかつてのスルターン統治時代の宮殿や要塞、礼拝施設やモスクその他である。

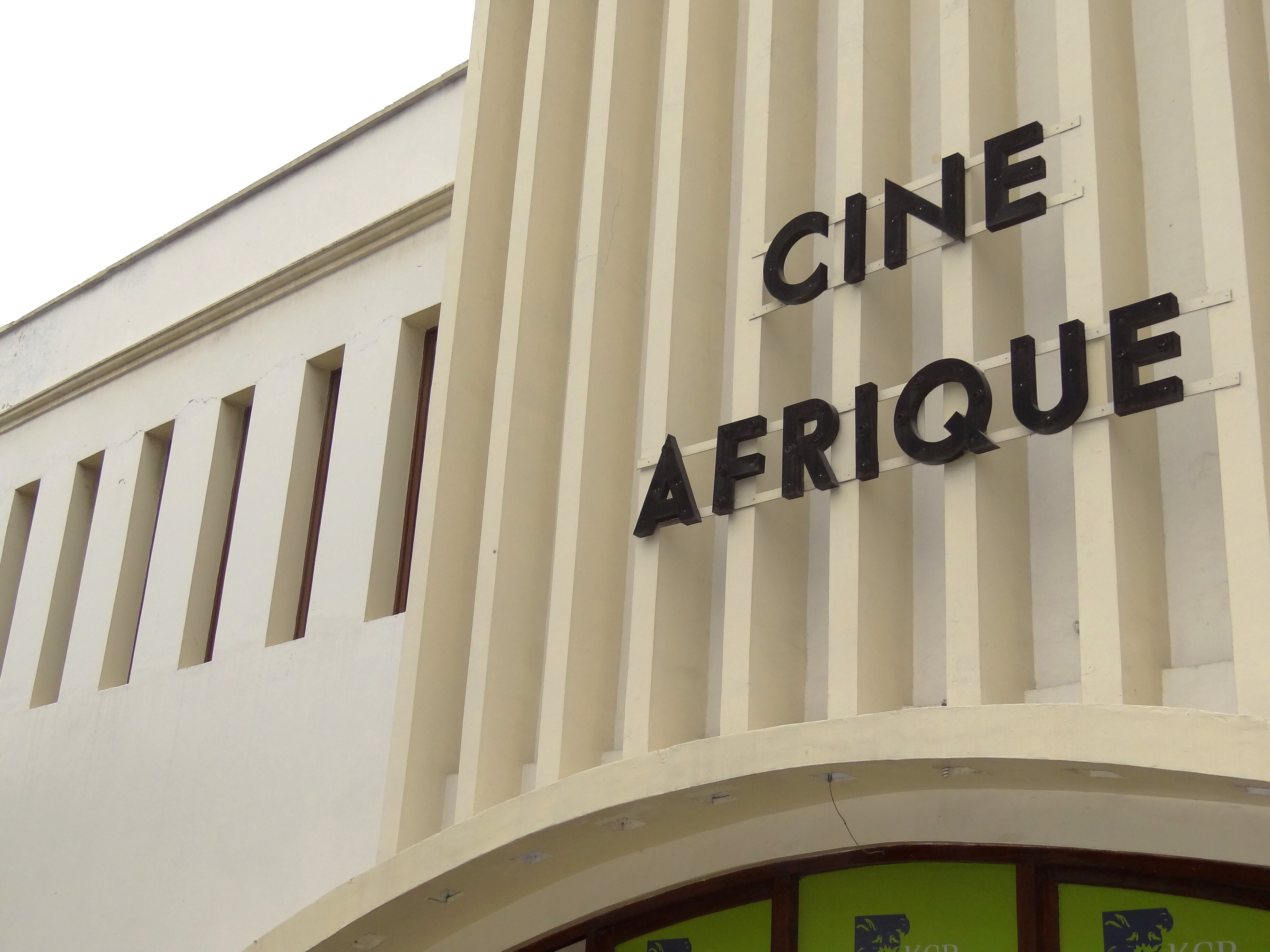
アールデコ形式の映画館「:en:Ciné Afrique」（シネマ・アフリカ）の細部。ストーンタウン

ユネスコ世界遺産に登録された2000年以降も指定建築物の保護は、自然保護局の設立後にもかかわらず建築物1709棟のうちおよそ80%は劣化が進むままと対策は万全ではない。建材のサンゴが非常にもろく頻繁な手入れが欠かせないことから、最近、アガ・カーン文化基金（AKTC）の支援を受け、（特に海岸沿いの地区で）大規模な修復プロジェクト群を数次にわたって実施した。

## アクセス
ダルエスサラームから海路または航空便。

## 出身の著名人
- フレディ・マーキュリー（ミュージシャン（クイーン））
- アブドゥルラザク・グルナ（作家）

## 登録基準
この世界遺産は世界遺産登録基準のうち、以下の条件を満たし、登録された（以下の基準は世界遺産センター公表の登録基準からの翻訳、引用である）。
- (2) ある期間を通じてまたはある文化圏において、建築、技術、記念碑的芸術、都市計画、景観デザインの発展に関し、人類の価値の重要な交流を示すもの。
- (3) 現存するまたは消滅した文化的伝統または文明の、唯一のまたは少なくとも稀な証拠。
- (6) 顕著で普遍的な意義を有する出来事、現存する伝統、思想、信仰または芸術的、文学的作品と直接にまたは明白に関連するもの（この基準は他の基準と組み合わせて用いるのが望ましいと世界遺産委員会は考えている）。